# Yvonne Norrman
Eva Sonja Yvonne Norrman, född 27 juli 1941 i Vänersborg, död 11 februari 1986 i Askims församling, Göteborgs och Bohus län, var en svensk sångerska.
Hon växte upp i Uddevalla där hon debuterade som sångerska redan som 11-åring. Hon slog igenom vid ett artistforum i Linköping 1961 med låten Du måste lära dig vad jag heter; samma år debuterade hon på skiva. 1962 hamnade hon på Radio Nords svenska topplista "de tio" med Spargrisen och gav sig ut på folkparksturné med paketshowen Västkustshow. I november 1962 gjorde hon TV-debut i Söndagsbilagan, därefter följde flera framgångsrika år med grammofoninspelningar, TV-program och folkparksturnéer med bl.a. Laila Westersund, Östen Warnerbring och Gunnar Wiklund.
1964 kom hennes största skivsuccé Jag marscherar vid din sida som gick in på såväl Svensktoppen (som bäst tre veckor på första plats) som Kvällstoppen. Hon hade också framgångar med Världens rikaste flicka och Tack för alla kyssar, som hon sjöng in på Larry Finnegans nystartade skivbolag SvenskAmerikan.
I slutet av 1960-talet dalade populariteten; hon lämnade musikbranschen mycket på grund av personliga problem. Hon bosatte sig i Göteborg där hon försörjde sig som barnsköterska.

## Diskografi

### Singlar
- Du måste lära dig vad jag heter / En kyss per telefon  (1961)
- Du måste lära dig vad jag heter / En kyss per telefon / En i taget / Du kom försent  (1961)
- Du har väl köpt ringen  (med Berndt Westerberg)  /  Eso Beso, Bossa Nova (1962)
- Jonatan / Johnny Jingo / Stoppa in / Spargrisen  (1961)
- Rudolf med röda mulen / Jag vill sitta på ett moln och gunga - twist  (1962)
- En herrskapstrall / Ja, min lilla flicka  (1963)
- Zum-zum-zum, lilla sommarbi / Jag vill sitta på ett moln och gunga - twist (1963)
- Gräsänke-twist / Jag vill sitta på ett moln och gunga - twist (1963)
- Rudolf med röda mulen / Bjällerklang  (1963/66)
- Zum-zum-zum, lilla sommarbi / En herrskapstrall / Ja, min lilla flicka / Jag vill sitta på ett moln och gunga - twist (1963)
- Håll igång twist / Jag trodde / Kom tillbaka / Förälska dig, förlova dig  (1963)
- Jag marscherar vid din sida / Trogen mot dej  (1964)
- En snögubbe är jag så kär i / Det är så skönt (1964)
- Jag marscherar vid din sida / Från fjärran länder / Trogen mot dej / Letka Jenka (1964)
- Sälj inte gården / Kommer, kommer ej (1965)
- Jag går här och längtar / Kär till tusen / Det är så skönt / En snögubbe är jag så kär i (1965)
- Tur i kärlek / Adjö, farväl, vi ses / Kommer, kommer ej / Super-opti-mopsiskt-topp-i-pang-fenomenaliskt  (1965)
- Tack för alla kyssar / Världens rikaste flicka (1966)
- Det smärtar mitt hjärta / Aldrig mer (1967)
- Hälsa hem till mamma (med Larry Finnegan )  (1967)
- Du var den första kärleken / Kom tillbaka till Kramfors igen (1968)
- Wenn Am Siljan See / Zum-zum-zum Kleiner Sommer Bi (1990)

## Filmografi
- 1966 – Den ödesdigra klockan